# Homiletik
Unter Homiletik (griech. ὁμιλητική τέχνη homiletikḗ téchnē = die Kunst des Umgangs, nämlich: … mit Menschen) wird in der Theologie die Predigtlehre verstanden.

## Homiletik als theologische Fachdisziplin
Die Homiletik ist ein Teilbereich der Praktischen Theologie (evangelisch) oder der Pastoraltheologie (katholisch). Sie klärt unter Einbeziehung von Rhetorik und Kommunikationswissenschaft den theologischen Sinn und die Methoden des Kommunikationsprozesses, den die Predigt darstellt.
Der Homiletiker, zu deren bedeutendsten Vertretern etwa der Pastoraltheologe Rolf Zerfaß zählte, ist ein Lehrer dieses Lehrbereiches.

Die Aufgabe der Homiletik ist es, das Predigtgeschehen als Kommunikationsprozess zu den ihm eigenen Bedingungen zu beschreiben:
„Zu den elementaren Bedingungen der Predigt als einer Rede von Mensch zu Mensch gehören zunächst die Gegebenheiten von Verstehen und Verständigung. Sofern es sich dabei zugleich um eine religiöse Rede in der Tradition des Christentums sowie im Kontext von Kirche und Gemeinde handelt, ist außerdem zu fragen, wie jene Bedingungen theologisch gedacht werden können und welche Konsequenzen sie für die Predigt als eine Form der religiösen Praxis des Christentums haben.“

## Gliederung
Nach der klassischen Unterscheidung von Alexander Schweizer (1808–1888) behandelt die Homiletik die Frage nach
- dem Wesen der Predigt (prinzipielle Homiletik: u. a. über Autorität sowie Zweck der Predigt),
- ihrem Inhalt (materiale Homiletik: ursprünglich vor allem über den Bibeltext und seine Auslegung)
- und ihrer Gestaltung (formale Homiletik: z. B. über Sprache, Vergleiche …).
- Hinzu kommt die pastorale Homiletik:[3] über den Hirtendienst des Predigers. In der neueren Homiletik wird dabei das sog. „homiletische Dreieck“[4] (der Sprecher, der Hörer und der Bibeltext als Grundlage der Predigt) besonders beachtet.

## Inhalt der Predigt

### Überblick
Der Inhalt einer Predigt wird durch unterschiedliche Elemente geprägt. Typischerweise werden folgende Verhältnisbestimmungen in den Blick genommen:
- Predigt und ihr Subjekt: Das Ich auf der Kanzel
- Predigt und Traditionsbezug: Der Text
- Predigt und Situation
- Predigt und Kommunikation
- Predigt und Liturgiebezug: Verortung im Gottesdienst

### Predigt und ihr Subjekt: Das Ich auf der Kanzel.
Hierbei kommt die Person des/der Predigenden in den Blick. Es geht um personale und kommunikative Kompetenzen. Eine persönliche Predigt zeugt im Optimalfall von innerer Kongruenz, individueller Originalität und erfahrungsbezogener Authentizität der Person.

### Predigt und Traditionsbezug: Der Text
Bei Kirchen mit festgelegter Liturgie ist oft auch der zugrundeliegende Bibeltext – etwa in einem Drei-Jahres-Rhythmus – vorgegeben. Anderswo kann der einzelne Prediger im Rahmen des in seiner Gemeinschaft Üblichen frei entscheiden. Dabei gibt es die Grundfrage, ob die Predigt von einem Bibeltext oder von einem Sachthema ausgeht (also Textpredigt oder Themapredigt ist).

### Predigt und Situation
Der Inhalt einer Predigt soll neu sein, aber auch richtig – und wichtig. Diese Anforderungen können in Spannung zueinander stehen. Eine gute Predigt nimmt die Lebenswirklichkeit der Hörer ernst. Die Situationsbezogenheit einer Predigt zeichnet sich durch verschiedene Aspekte aus – z. B. politische, seelsorgerliche oder diakonische.

### Predigt und Kommunikation
Das Predigtgeschehen als ein Verstehens- und Kommunikationsprozess kann in vier Phasen eingeteilt werden. In jeder Phase wird etwas interpretiert und produziert. Das Predigtgeschehen beginnt, wenn Bibeltext und Prediger einander begegnen. Daher sei zunächst der Kommunikationsprozess zwischen Texten und Predigenden in den Blick zu nehmen.
Phase I: Überlieferung
Der Bibeltext ist die Produktion eines Autors, der ein Ereignis wahrgenommen und mündliche oder sonstige Quellen verarbeitet hat. Der Text gehört also zunächst zur Situation des Autors. Sobald der Predigende sich mit dem Text beschäftigt, gehört er zugleich auch in die Situation der Predigenden, was uns zur zweiten Phase führt.
Phase II: Vorbereitung
Der Prediger interpretiert den Text, der zu der Produktion eines neuen Textes führt. Diese Phase reicht also vom Bibeltext bis zum Predigtmanuskript. Die Predigenden entwickeln als Autoren eine Botschaft, die im Manuskript festgehalten wird. Unter Manuskript ist ursprünglich das „mit der Hand Geschriebene“ gemeint. Manuskript kann im weiteren Sinne aber auch die Gedankengänge bezeichnen, die im Vorfeld zur Predigt feststehen.
Phase III: Versprachlichung
Diese Phase ist die zweite Phase der Situation der Predigenden. Hier findet die „Aufführung“ der Predigt statt. Die Predigenden interpretieren dabei ihr Manuskript und produzieren eine sowohl sprachlich als auch nonverbal verfasste Botschaft. Dieser Predigtvortrag dient als Quelle der Interpretation der Hörenden.
Phase IV: Realisierung
Diese Phase betrifft die Situation der Hörenden. Sie produzieren eine Botschaft für sich, von dem, was sie „mit dem Ohr gehört“ haben (vom Manuskript zum Auredit – Ablativ von auris „Ohr“ und Partizip Passiv von audire „hören“). Diese Phase beinhaltet die Veränderungen, die bei den Hörenden durch die Predigt in Gang gesetzt wurden.

### Predigt und Liturgiebezug: Verortung im Gottesdienst
Die Predigt stellt kein isoliertes Geschehen dar, sondern ist in einen Gesamtzusammenhang eingebettet. Dieser gottesdienstliche Rahmen enthält auch andere liturgische Elemente (z. B. Eucharistie, Lesung), die zu der Predigt in einer Beziehung stehen.

## Form der Predigt

### Grundlegendes
Bei der äußeren Gestaltung der Predigt gibt es mehrere Bereiche mit zu bedenken – hier in Stichworten, teilweise als Alternative formuliert:
- Didaktik: kurze Sätze, informativ (fördert Aufmerksamkeit) – aber nicht unnötig detailreich, Kernsatz betonen, Einstieg und Schluss speziell vorbereiten, Wiederholungen (eventuell auch vor/nach der Predigt).
- Rhetorik: Mundart oder Schriftsprache, frei sprechen oder vorlesen, Gestik, Mimik, Artikulation.
- Technische Hilfsmittel: Mikrophon, Beamer, Kurzfilm oder Musikaufnahme einspielen.

### Erarbeitung einer Predigt
Homiletik beschäftigt sich auch mit den Facienda, also mit der Frage, wie eine Predigt zu machen ist. Dabei kann man drei Phasen identifizieren: die Vorbereitungsphase, die analytische Phase und die Entwurfsphase.

#### Vorbereitungsphase
Hilfreich kann ein homiletisches Tagebuch sein. Es geht um die Beobachtung von Alltagsszenen, weil kleinste Sequenzen „fragmentarisch menschliche Existenz erhellen“ können. Weniger ertragreich ist es, Ereignisse zu erfinden, um einen Bibeltext zu veranschaulichen. Denn es geht darum, tatsächlich erfahrene Wirklichkeit im Lichte des Evangeliums zu sehen.
Wichtig ist dann die Lektüre des Textes. Am besten auf Deutsch, um frei von exegetischen Vorüberlegungen zu bleiben. Es geht um rein inhaltliche Wahrnehmungen des Textes.
In einem weiteren Schritt sind die Beziehungsaspekte wahrzunehmen: Empfindungen, Gefühle, Emotionen, ...

#### Analytische Phase
Hierbei geht es um die Erhellung des historischen Zusammenhangs, in dem ein Text sich befindet. Die Erfahrungen, Probleme und Lebenszusammenhänge, Motive, Grundideen usw. sollen dabei herausgestellt werden. Die historische Situation wird dann mit der gegenwärtigen verglichen. Man sucht nach Analogien und Ähnlichkeiten. Für die Gegenwartsanalyse sollten Milieus, Zeitfragen Politik, soziale, interkulturelle, interreligiöse Sachlagen usw. beachtet werden.
Wenn man eine eigene vorläufige Position gefunden hat, bietet es sich an, diese mit anderen zu vergleichen. Dazu kann homiletische Gebrauchsliteratur verwendet werden: Predigten von anderen, Predigtstudien und -meditationen und abgeschlossene Reihen zur Perikopenordnung.

#### Entwurfsphase
Zunächst geht es um die Findung einer Arbeitshypothese, die in Form eines Mottos oder einer vorläufigen Predigtüberschrift Gestalt annehmen kann. Dieser Kerngedanke der Predigt sollte aus Sicht der potentiell Hörenden formuliert werden. Dann soll eine Verbindung geschaffen werden zwischen den Erfahrungen des Textes und den Gegenwartserfahrungen. Der Erstentwurf des Manuskripts stellt einen begründeten Bauplan dar. Man sucht nach einer Gliederung und nach einem Einstieg. Zu Beginn kann also eine Szene, ein Bild oder Ähnliches stehen, wodurch die Wichtigkeit des Themas deutlich wird.

#### Predigtentwurf
Zusammenfassend kann ein Predigtentwurf also folgende Elemente beinhalten:
- Einleitung/Vorbemerkungen

Hier kann über methodische Entscheidungen informiert werden, sofern es Abweichungen vom normalen Aufbau eines Predigtentwurfes gibt.
- Exegetischer Kommentar

Der Text soll auf theologische Pointen hin untersucht werden. Wichtig ist das, was aus der exegetischen Arbeit konkret für die Predigt festgehalten werden soll. Auch eine eigene Übersetzung ins Deutsche ist Teil dieses Schrittes.
- Systematisch-theologischer Kommentar

Der Gedankengang der Predigt soll auf seine größeren systematisch-theologischen Zusammenhänge hin überprüft werden: Welche Relevanz hat die Predigt für den Glauben in der heutigen Zeit? Welche anthropologischen Grundthemen werden angesprochen? Welche theologischen Streitpunkte werden verhandelt?
- Homiletisch-liturgischer Kommentar und Situationsanalyse

Die Lebenswelt der Hörenden soll reflektiert werden: Welche Probleme, Erfahrungen, Dilemmata spielen eine Rolle? Außerdem soll eine Einordnung in das Kirchenjahr vorgenommen werden: Welche Themen legen sich aufgrund des speziellen Sonntages und der Jahreszeit nahe? In welchem gottesdienstlichen Gesamtzusammenhang findet sich die Predigt vor? Welche Verbindung gibt es zu anderen liturgischen Elementen?
- Predigt

Die ausformulierte Predigt stellt das Ergebnis der homiletischen Vorarbeiten dar.

## Anliegen: gute Predigten
Die Homiletik reflektiert den Vorgang des Predigens mit dem Ziel zu verbessern. Sie beschäftigt sich also mit Mängeln, sie problematisiert. Homiletische Literatur beschreibt nicht einfach, sondern kritisiert und berät, sie ist oft normativ. Denn sie strebt ein Ideal an. Dieses kann jedoch unterschiedlich aussehen, je nach Konfession, Epoche und Individuum. Die Frage: Was ist „gutes Predigen“? wird daher verschieden beantwortet, abhängig vom jeweiligen Ideal: Geht es vor allem um Allgemeinverständlichkeit, um praktische Anwendbarkeit, um Spannung, um eine künstlerisch-literarische Gestaltung oder um Inhaltsreichtum? Dieser zuletzt genannte Aspekt kann selbst wieder verschieden verstanden werden: Geht es um neue Einsichten, um geistlich bewegende Impulse, um eine Fülle von Informationen?

## Unterschiedliche homiletische Schwerpunkte

Homiletisches Viereck

Den meisten Predigtansätzen ist gemeinsam, dass sie sich im Spannungsfeld des homiletischen Vierecks bewegen, auch wenn es je nach Theoriebildung unterschiedliche Gewichtungen gibt. Manche Buchtitel stellen der „Homiletik“ ein Eigenschaftswort voran, z. B. didaktische Homiletik, rhetorische Predigtlehre, praktische Homiletik oder dramaturgische Homiletik. Dadurch zeigt der jeweilige Homiletiker, welchem Fachgebiet er eine besondere Bedeutung für die Homiletik beimisst, vielleicht aufgrund seiner eigenen speziellen Kompetenz. Ein Eigenschaftswort kann auch vor „predigen“ gestellt werden, z. B. seelsorglich predigen oder ökumenisch predigen. Manchmal erfolgt die Verknüpfung einer bestimmten Disziplin mit der Homiletik durch „und“, z. B. Homiletik und Psychologie, oder durch ausführlichere Buchtitel, z. B.: Humor und sein Potential für die christliche Predigt.
Die genannten Buchtitel verweisen auf die Vielzahl von Richtungen und Zugängen, die für die Predigttätigkeit fruchtbar gemacht werden.